# Maxus D60
Maxus D60 — кросовер середнього розміру, що випускається китайським автовиробником SAIC під суббрендом Maxus з 2019 року.

## Огляд
Maxus D60, представлений на основі концептуального автомобіля Maxus Tarantula, представленого на Пекінському автосалоні 2018 року, дебютував 28 лютого 2019 року та вперше був показаний широкій публіці під час Шанхайського автосалону 2019 року. D60 доступний у 5-місних і 7-місних моделях із конфігурацією сидінь 2+3, 2+2+2 і 2+3+2.

### Технічні характеристики
Maxus D60 здатний до напівавтономного водіння рівня 2.5, включаючи систему круїз-контролю та безпілотне паркування.  D60 поставляється з 1,5-літровим бензиновим двигуном з турбонаддувом потужністю 169 к.с. і 250 Н⋅м,  і 1,3-літровим бензиновим двигуном з турбонаддувом потужністю 163 к.с і 230 Н⋅м. Варіанти трансмісії включають 6-ступінчасту механічну коробку передач і 7-ступінчасту DCT.

## Maxus D60e (Maxus Euniq 6) (2019-2023)
На автосалоні в Шанхаї 2019 року також було представлено гібридну версію Maxus D60 під назвою Maxus D60e, а пізніше Maxus Euniq 6. Зовнішній стиль в основному такий самий, як і у версії з бензиновим двигуном, тоді як у фарах, решітках радіатора та впускних отворах додано легкі блакитні акценти. 

### Технічні характеристики
За словами офіційних осіб Maxus, Maxus Euniq 6 оснащено потрійною літієвою батареєю CATL, а робочий діапазон NEDC становитиме до 599 км. 

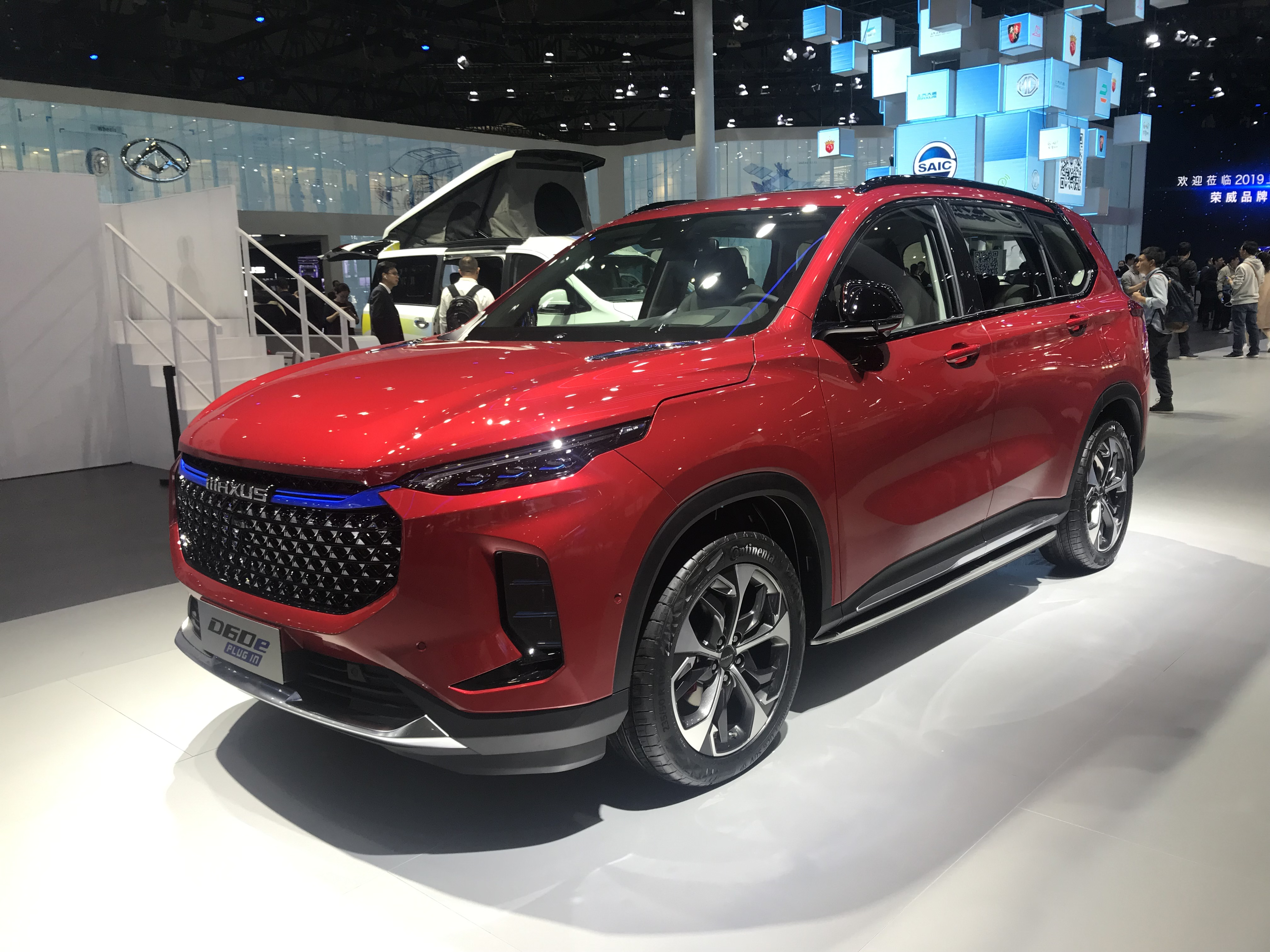
Maxus D60e
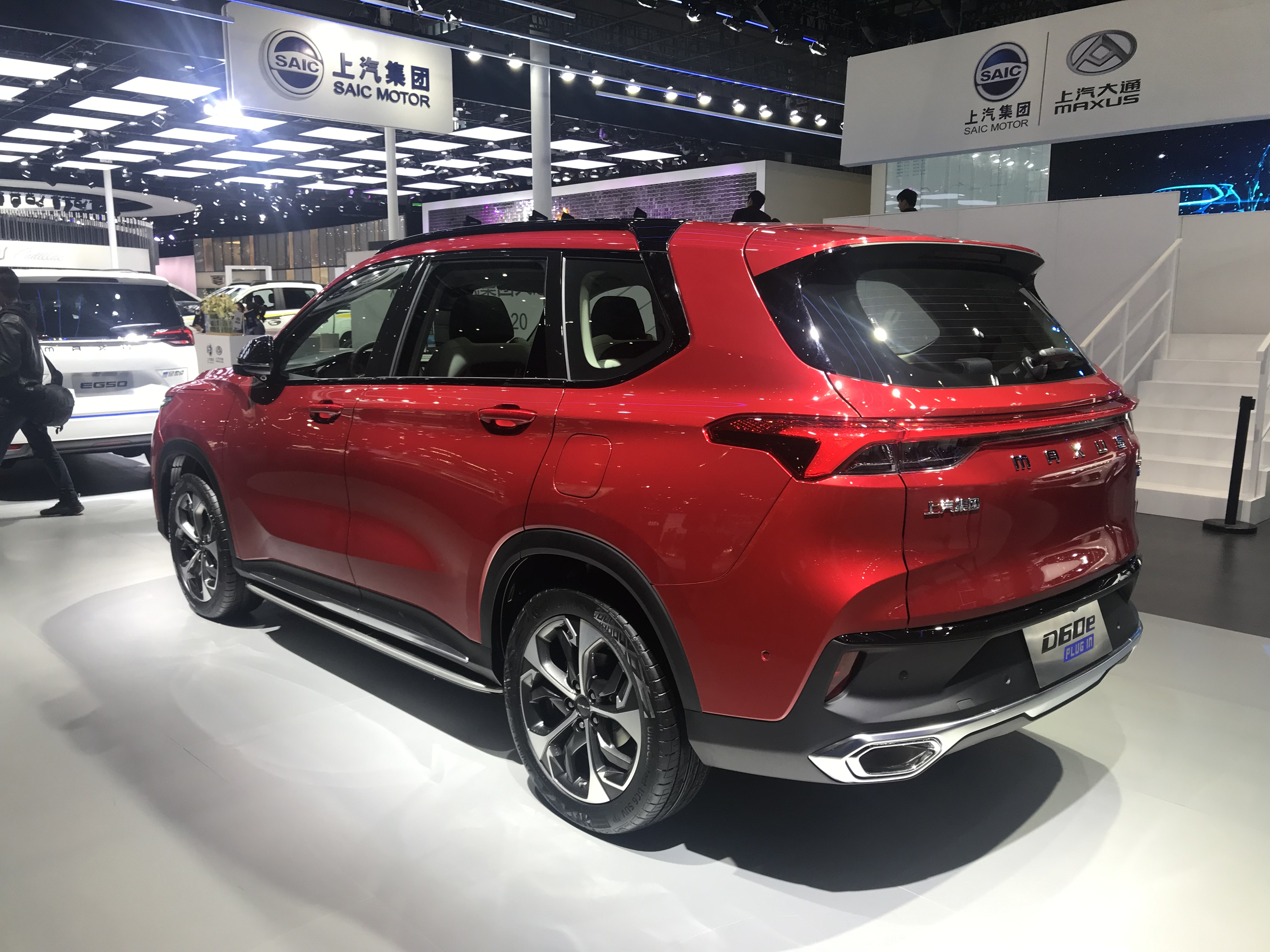
Вид ззаду

## Maxus Mifa 6 / Mifa 6 Plug-in (2023-)
Maxus Mifa 6 був представлений у 2023 році. Maxus Mifa 6 також є електричною версією моделі Maxus D60 з бензиновим двигуном, яка була випущена на заміну Euniq 6, знятого з виробництва у 2023 році.